# سبأ جلاس
سبأ جلاس هي فنانة يمنية. اكتسبت أعمالها شهرة خلال الحرب الأهلية باليمن. تقوم في أعمالها بتحويل صور الدخان الناتج من الضربات الجوية والتفجيرات في المدن اليمنية.

## حياتها وعملها
تأثرت سبأ بأعمال الفنانين الفلسطينيين توفيق جبريل وبشرى شنن وبلال خالد. تتلاعب جلاس بالصور المأخوذة على هاتفها النقال للدخان الناتج من الضربات الجوية والتفجيرات في المدن اليمنية لخلق صور الأمل. تظهر أعمالها صور النساء، عادة تحتضن طفل أو تبدو سعيدة.
تفسر جلاس ذلك «ربما لأني أرى المرأة رمزا للعطف». عبرت جلاس من خلال أعمالها الفنية عن إنسانيتها وتفاؤلها المطلق ... وجددت «أن الحل يكمن في حب كل منا للآخر وهذا ما كنت حريصة على إظهاره في أعمالي الفنية، ولو جزء بسيط من الجمال في هذه الحرب».